# Saison 2018-2019 du SCO d'Angers
Maillots
Chronologie
Saison précédente Saison suivante
La saison 2018-2019 du Angers SCO est la vingt-sixième saison du club angevin en première division du championnat de France, la quatrième consécutive du club au sommet de la hiérarchie du football français.
Le club évolue en Ligue 1, en Coupe de France et en Coupe de la Ligue.

## Préparation d'avant-saison
La saison 2018-2019 du SCO d'Angers débute officiellement le lundi 2 juillet avec la reprise de l'entraînement à la Baumette.
Ils débuteront à Angers le traditionnel travail athlétique et foncier qu’ils poursuivront à partir du 9 juillet aux Sables d’Olonnes, destination estivale désormais bien connue des Angevins. Ce premier stage se terminera le 17 par un match amical.

## Transferts

### Transferts estivaux
| Nom                   | Nationalité         | Poste     | Transfert      | Provenance/Destination | Division             |
| --------------------- | ------------------- | --------- | -------------- | ---------------------- | -------------------- |
| Arrivées 1 800 000 €  |                     |           |                |                        |                      |
| Vincent Pajot         | France              | Milieu    | 1 000 000 €    | AS Saint-Etienne       | France               |
| Ibrahim Cissé         | France              | Défenseur | 600 000 €      | Tours FC               | Ligue 2              |
| Dorian Bertrand       | France              | Milieu    | 200 000 €      | SO Cholet              | National             |
| Jeff Reine-Adélaïde   | France              | Milieu    | Libre          | Arsenal FC             | Premier League       |
| Stéphane Bahoken      | Cameroun            | Attaquant | Libre          | RC Strasbourg          | Ligue 1              |
| Harrison Manzala      | RD Congo            | Milieu    | Libre          | Amiens SC              | Ligue 1              |
| Cristian Lopez        | Espagne             | Attaquant | Libre          | RC Lens                | Ligue 2              |
| Farid El Melali       | Algérie             | Attaquant | Libre          | Paradou AC             | Ligue 1              |
| Cheikh Ndoye          | Sénégal             | Milieu    | Prêt           | Birmingham City        | Championship         |
| Zacharie Boucher      | France              | Gardien   | Prêt           | AJ Auxerre             | Ligue 2              |
| Saliou Ciss           | Sénégal             | Défenseur | Retour de prêt | Valenciennes FC        | Ligue 2              |
| Départs 22 000 000 €  |                     |           |                |                        |                      |
| Karl Toko-Ekambi      | Cameroun            | Attaquant | 18 000 000 €   | Villarreal CF          | LaLiga               |
| Enzo Crivelli         | France              | Attaquant | 4 000 000 €    | SM Caen                | Ligue 1              |
| Mathieu Michel        | France              | Gardien   | Transfert      | AJ Auxerre             | Ligue 2              |
| Billy Ketkeophomphone | France              | Milieu    | Transfert      | AJ Auxerre             | Ligue 2              |
| Gilles Sunu           | Togo                | Attaquant | Libre          | Erzurumspor            | Süper Lig            |
| Aissa Laidouni        | France              | Milieu    | Libre          | FC Voluntari           | Liga I               |
| Oualid Mamoun         | Algérie             | Milieu    | Libre          | MC Alger               | Ligue 1              |
| Mehdi Tahrat          | Algérie             | Milieu    | Libre          | RC Lens                | Ligue 2              |
| Gabriel Mutombo       | France              | Défenseur | Libre          | US Orléans             | Ligue 2              |
| Mathias Serin         | France              | Milieu    | Libre          | US Boulogne            | National             |
| Goran Karanovic       | Suisse              | Attaquant | Libre          |                        |                      |
| Baptiste Guillaume    | Belgique            | Attaquant | Prêt (OA)      | Nîmes Olympique        | Ligue 1              |
| Alexandre Letellier   | France              | Gardien   | Prêt (OA)      | ESTAC Troyes           | Ligue 2              |
| Lassana Coulibaly     | Mali                | Milieu    | Prêt           | Glasgow Rangers        | Scottish Premiership |
| Jeff Reine-Adélaïde   | France              | Milieu    | Retour de prêt | Arsenal FC             | Premier League       |
| Prince Oniangué       | République du Congo | Milieu    | Retour de prêt | Wolverhampton FC       | Championship         |

### Transferts hivernaux
| Nom            | Nationalité | Poste     | Transfert | Provenance/Destination   | Division |
| -------------- | ----------- | --------- | --------- | ------------------------ | -------- |
| Arrivée        |             |           |           |                          |          |
| Théo Pellenard | France      | Défenseur | Transfert | FC Girondins de Bordeaux | Ligue 1  |
| Départs        |             |           |           |                          |          |

## Championnat
La Ligue 1 2018-2019 est la quatre-vingt unième édition du championnat de France de football et la dix-septième sous l'appellation « Ligue 1 ». La division oppose vingt clubs en une série de trente-huit rencontres. Les meilleurs de ce championnat se qualifient pour les coupes d'Europe que sont la Ligue des Champions (le podium) et la Ligue Europa (le quatrième et les vainqueurs des coupes nationales). Le SCO participe à cette compétition pour la vingt-sixième fois de son histoire et la troisième fois de suite depuis la saison 2015-2016.

### Classement
| Rang | Équipe                 | Pts | J  | G  | N  | P  | Bp | Bc | Diff | Qualification ou relégation                                             |
| ---- | ---------------------- | --- | -- | -- | -- | -- | -- | -- | ---- | ----------------------------------------------------------------------- |
| 10   | Stade rennais FC C     | 52  | 38 | 13 | 13 | 12 | 55 | 52 | +3   | Qualification pour la phase de groupes de la Ligue Europa               |
| 11   | RC Strasbourg Alsace L | 49  | 38 | 11 | 16 | 11 | 58 | 48 | +10  | Qualification pour le deuxième tour de qualification de la Ligue Europa |
| 12   | FC Nantes              | 48  | 38 | 13 | 9  | 16 | 48 | 48 | 0    |                                                                         |
| 13   | Angers SCO             | 46  | 38 | 10 | 16 | 12 | 44 | 49 | −5   |                                                                         |
| 14   | Girondins de Bordeaux  | 41  | 38 | 10 | 11 | 17 | 34 | 42 | −8   |                                                                         |
| 15   | Amiens SC              | 38  | 38 | 9  | 11 | 18 | 31 | 52 | −21  |                                                                         |
| 16   | Toulouse FC            | 38  | 38 | 8  | 14 | 16 | 35 | 57 | −22  |                                                                         |

## Joueurs

### Effectif professionnel actuel
Ce tableau liste l'effectif professionnel du SCO d'Angers pour la saison 2019-2020.
| Numéro | Nat. | Nom            | Championnat | Championnat | Championnat    | Championnat | Championnat  | Total | Total       | Total          | Total  | Total        |
| Numéro | Nat. | Nom            | M.j.        | But inscrit | Passe décisive | Averti      | Carton rouge | M.j.  | But inscrit | Passe décisive | Averti | Carton rouge |
| ------ | ---- | -------------- | ----------- | ----------- | -------------- | ----------- | ------------ | ----- | ----------- | -------------- | ------ | ------------ |
| 1      |      | Boucher        | 2           | -1          | 0              | 0           | 0            | 3     | -1          | 0              | 0      | 0            |
| 2      |      | Aït Nouri      | 3           | 0           | 0              | 1           | 0            | 3     | 0           | 0              | 1      | 0            |
| 3      |      | Andreu         | 1           | 0           | 0              | 0           | 0            | 2     | 0           | 0              | 0      | 0            |
| 4      |      | Pavlović       | 30          | 2           | 1              | 7           | 1            | 32    | 2           | 1              | 7      | 1            |
| 5      |      | Mangani        | 29          | 3           | 0              | 2           | 1            | 31    | 3           | 0              | 3      | 1            |
| 6      |      | Pajot          | 13          | 0           | 0              | 2           | 0            | 13    | 0           | 0              | 2      | 0            |
| 7      |      | Manzala        | 7           | 0           | 0              | 0           | 0            | 8     | 0           | 0              | 0      | 0            |
| 8      |      | Traoré         | 30          | 3           | 1              | 2           | 1            | 31    | 3           | 1              | 2      | 1            |
| 9      |      | Lopez          | 19          | 2           | 0              | 2           | 0            | 20    | 2           | 0              | 2      | 0            |
| 10     |      | Fulgini        | 31          | 4           | 1              | 1           | 0            | 33    | 4           | 1              | 1      | 0            |
| 11     |      | Kanga          | 18          | 2           | 0              | 3           | 0            | 20    | 2           | 0              | 2      | 0            |
| 15     |      | Capelle        | 26          | 3           | 2              | 2           | 0            | 28    | 3           | 2              | 2      | 0            |
| 16     |      | Butelle        | 36          | -48         | 0              | 1           | 1            | 37    | -48         | 0              | 1      | 1            |
| 17     |      | Ndoye          | 27          | 0           | 3              | 4           | 0            | 28    | 0           | 3              | 4      | 0            |
| 18     |      | Santamaria     | 38          | 1           | 1              | 2           | 0            | 40    | 1           | 1              | 2      | 0            |
| 19     |      | Bahoken        | 32          | 11          | 2              | 3           | 0            | 33    | 11          | 2              | 3      | 0            |
| 20     |      | Tait           | 36          | 5           | 7              | 2           | 0            | 37    | 5           | 7              | 2      | 0            |
| 22     |      | Reine-Adélaïde | 35          | 3           | 3              | 2           | 0            | 36    | 3           | 3              | 2      | 0            |
| 24     |      | Thomas         | 28          | 2           | 1              | 4           | 0            | 30    | 2           | 1              | 4      | 0            |
| 25     |      | Bamba          | 30          | 0           | 4              | 6           | 0            | 30    | 0           | 4              | 6      | 0            |
| 28     |      | El Melali      | 18          | 0           | 1              | 1           | 0            | 18    | 0           | 1              | 1      | 0            |
| 29     |      | Manceau        | 31          | 1           | 1              | 2           | 0            | 33    | 1           | 1              | 2      | 0            |